# إنجي ليندهولم
إنجي ليندهولم (بالسويدية: Inge Lindholm)‏ هو منافس ألعاب قوى سويدي، ولد في 22 يونيو 1892، وتوفي في 24 مايو 1932.

## وصلات خارجية
- إنجي ليندهولم على موقع أوليمبيديا (الإنجليزية)
- إنجي ليندهولم على موقع اللجنة الأولمبية السويدية (السويدية)